# Muiredach I Finn
Muiredach I Finn – legendarny król Ulaidu z dynastii Milezjan (linia Ira, syna Mileda) w latach 106-109, przodek dynastii Dál nAraidi, syn króla Ulaidu Fiachy I Finnamnasa, następca Fiatacha Finna. Informacje o jego rządach z Emain Macha w Ulaidzie czerpiemy ze źródła średniowiecznego, pt. „Laud 610”, gdzie zanotowano na jego temat: Muredac[h] m[ac] Fiach[ach] Fi[n]dmais .iii. blī[adn]a (fol. 107 b 4). Zapisano tam małymi literami rzymską cyfrę III, oznaczającą trzy lata. Niewykluczone, że jego rządy w historii zostały przykryte przez Fiatacha Finna, eponima Dál Fiatach. Bowiem ten, według innego źródła, miał panować szesnaście lat nad Ulaidem. Z tego powodu mógł być potężniejszym władcą niż prawowity suweren.

## Potomstwo
Źródła przedstawiły zagmatwaną genealogię potomków Muiredacha, dając przynajmniej trzy pokolenia za dużo. Prawdopodobnie Muiredach był ojcem Rochraide’a, ojca dwóch synów: Mala, przyszłego króla Ulaidu i arcykróla Irlandii, oraz Briana. Tak się przedstawia tradycyjna genealogia Muiredacha w źródłach:
- Muiredach I Finn, miał syna:
  - Findchad, miał syna:
    - Condchad (Donnchad), miał syna:
      - Giallchad, miał syna:
        - Cathbad, miał syna:
          - Rochraide, miał dwóch synów:
            - Mal mac Rochraide, przyszły król Ulaidu i zwierzchni król Irlandii
            - Brian, miał syna:
              - Bressal II Brecc przyszły król Ulaidu